# ポール・ジプサー
ポール・ジプサー（Paul Viktor Louis Zipser、1994年2月18日 - ）は、ドイツ・バーデン＝ヴュルテンベルク州ハイデルベルク出身のバスケットボール選手。ポジションはスモールフォワード。ドイツ代表。

## 来歴
2010年に地元のUSCハイデルベルクでプロデビュー。2011-12シーズンには平均7.8得点を記録したものの、翌2012-13シーズンは負傷で欠場を余儀無くされながらも、2013年1月にFCバイエルン・ミュンヘンと4年契約を締結。負傷から立ち直ったジプサーは、たちまちバイエルンの主力選手に成長し、各世代のドイツ代表にも定着。2013-14シーズンのリーグ優勝を経験したジプサーは、2015年のNBAドラフトにエントリーしたものの回避。2015-16シーズンは飛躍のシーズンとなり、BBLのオールスターゲーム出場、最優秀若手選手賞も受賞。アディダス社主催のユーロキャンプ2016ではMVPに選出されるなど、大きく成長した。
ジプサーは改めて2016年のNBAドラフトにエントリー。48位でシカゴ・ブルズから指名され、7月12日に2年契約を結んだ。ルーキーシーズンとなった2016-17シーズンは、44試合の出場で平均5.3得点に終わったが、シーズン終盤はシックスマンに定着。シーズン最終戦のプレーオフ進出がかかった2017年4月12日のブルックリン・ネッツ戦では21得点を記録し、チームのプレーオフ進出を後押し、18日のプレーオフ1回戦のボストン・セルティックス戦では19得点を記録した

## ドイツ代表
2010年のプロデビューと同時にユース世代のドイツ代表に選出され、2013年にフル代表デビュー。2015年のリオデジャネイロオリンピック出場権を懸けたFIBA欧州選手権では、ドイツバスケットボール界の英雄ダーク・ノヴィツキーと共にプレーしたが、グループリーグで敗退し、オリンピック出場はならなかった。